# Китцинген (район)
Китцинген (нем. Kitzingen) — район в Германии. Центр района — город Китцинген. Район входит в землю Бавария. Подчинён административному округу Нижняя Франкония. Занимает площадь 684,15 км². Население — 89 498 чел. Плотность населения — 131 человек/км².
Официальный код района — 09 6 75.
Район подразделяется на 31 общину.

## Административное деление

Муниципалитеты района Китцинген (Бавария)

Городские общины
1. Деттельбах (6 866)
2. Ипхофен (4 423)
3. Китцинген (21 178)
4. Майнбернхайм (2 317)
5. Марктбрайт (3 741)
6. Марктштефт (1 764)
7. Приксенштадт (3 226)
8. Фольках (9 451)

Ярмарочные общины
1. Абтсвинд (798)
2. Визентхайд (4 815)
3. Вилланцхайм (1 611)
4. Гайзельвинд (2 417)
5. Грослангхайм (1 577)
6. Зайнсхайм (1 097)
7. Клайнлангхайм (1 683)
8. Маркт-Айнерсхайм (1 194)
9. Обернбрайт (1 825)
10. Рюденхаузен (835)
11. Шварцах-ам-Майн (3 574)

Общины
1. Альбертсхофен (2 032)
2. Бибельрид (1 176)
3. Бухбрунн (1 035)
4. Визенбронн (960)
5. Зегниц (858)
6. Зоммерах (1 410)
7. Зульцфельд-ам-Майн (1 276)
8. Кастелль (819)
9. Майнштоккхайм (1 828)
10. Мартинсхайм (1 045)
11. Нордхайм-ам-Майн (1 018)
12. Рёдельзе (1 575)

Свободные от управления общин
Объединения общин
Административное сообщество Визентхайд
Административное сообщество Грослангхайм
Административное сообщество Ипхофен
Административное сообщество Китцинген
Административное сообщество Марктбрайт
Административное сообщество Фольках

## Население
По оценке на 31 декабря 2015 года население района Китцинген составляет 89 306 чел. 

| Дата      | 1840  | 1871  | 1900  | 1925  | 1939  | 1950  | 1961  | 1970  | 1987  | 2011  |
| --------- | ----- | ----- | ----- | ----- | ----- | ----- | ----- | ----- | ----- | ----- |
| Население | 58410 | 59878 | 58496 | 60357 | 63675 | 85937 | 78812 | 81074 | 79304 | 87719 |

| Год       | 1960  | 1970  | 1980  | 1990  | 2000  | 2009  | 2010  | 2011  | 2012  | 2013  | 2014  | 2015  |
| --------- | ----- | ----- | ----- | ----- | ----- | ----- | ----- | ----- | ----- | ----- | ----- | ----- |
| Население | 78766 | 81040 | 79573 | 82627 | 88986 | 88692 | 88397 | 87731 | 87899 | 88097 | 88492 | 89306 |